# Klaudia Thalhammer-Koch

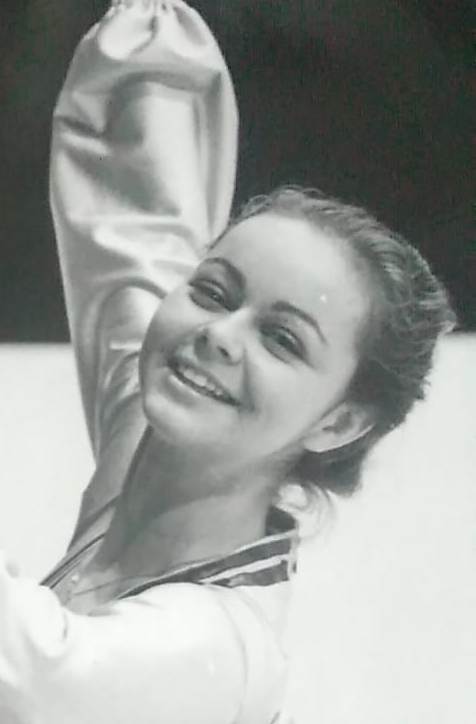
Claudia Koch (auch Klaudia Koch, später Claudia Thalhammer-Koch, Klaudia Thalhammer-Koch) bei einem Bewerb

Klaudia Thalhammer-Koch (* 19. Oktober 1958 in Dornbirn als Klaudia Koch) ist eine ehemalige österreichische Eiskunstläuferin, Frauenrechtsaktivistin, Fachautorin und Unternehmerin.

## Leben
Sie besuchte die Volksschule in Dornbirn und schloss das Realgymnasium Dornbirn im Jahr 1977 mit der Matura ab. Anschließend studierte sie Rechtswissenschaften an der Universität Wien und beendete das Studium 1982 mit der Promotion zur Doktorin der Rechtswissenschaften.
Sie war mit Christian Thalhammer verheiratet und hat zwei Töchter, eine davon ist die Moderatorin und Vloggerin Hannah Kaiser.

### Namensformen
Als Eiskunstläuferin und Eistänzerin startete sie unter ihrem Geburtsnamen sowie dem leicht adaptierten Vornamen als Claudia Koch. Als Unternehmerin und Frauenrechtsaktivistin trat sie teilweise als Claudia Thalhammer-Koch auf. Seit 2016 verwendet sie primär ihren Namen Klaudia Thalhammer-Koch. Im Jahr 2023 änderte sie ihren Namen amtlich wieder auf Klaudia Koch.

## Sportliche Leistungen im Eistanz
(mit Ronald Schranz)
| Wettbewerb / Jahr                        | 1976 |
| ---------------------------------------- | ---- |
| Eiskunstlauf-Juniorenweltmeisterschaften | 5.   |

| Wettbewerb / Jahr                                                                     | 1976 |
| ------------------------------------------------------------------------------------- | ---- |
| Österreichische Staatsmeisterschaften im Eiskunstlauf, Kategorie Eistanz, Juniorinnen | 1.   |

(mit Peter Schübl)
| Wettbewerb / Jahr     | 1976 |
| --------------------- | ---- |
| Weltmeisterschaften   | 20.  |
| Europameisterschaften | 17.  |

## Berufliches
Koch war Assistentin am Institut für Handelsrecht der Universität Wien. Danach wechselte sie ins Bankwesen und war u. a. bei der Girozentrale AG in Wien und der FGG Bank tätig.

## Einsatz für Frauenrechte
Im Jahr 1997 war Koch Vorstandsmitglied im Verein Business-Frauen-Center in Wien sowie eine der Hauptaktivistinnen der Business Women School in Wien und war bei dieser auch als Vortragende aktiv. In diesen Funktionen war sie frauenpolitisch engagiert, Frauen zu ermutigen, eine selbstständige Erwerbstätigkeit aufzunehmen.

## Unternehmerische Tätigkeit
Gemeinsam mit dem Rechtsanwalt Gabriel Lansky sowie dem Steuerberater und späteren Politiker Christoph Matznetter war Thalhammer-Koch zwischen 1995 und 1999 als Partnerin in einem Beratungsunternehmen tätig. Seit 2014 betreibt sie das Unternehmen KTK Skincare und zusätzlich seit 2016 in Reutlingen das Unternehmen GESUNDwerk am Gartentor.

## Weiteres
Im Jahr 2013 erwarb Thalhammer-Koch in der Schweiz das ASBA-Diplom als Kosmetikerin (Ayura Academy in St. Gallen). Weitere Qualifikationen ihrer unternehmerischen Qualitäten sind: Yogalehrerausbildung bei Elmar Eisele, Vorarlberg, F.X. Mayr Ausbildung bei Dr. Milz Akademie, diverse langjährige Trainings bei spirituellen Lehrern wie z. B. Greta Adolf Wiesner, Wien.
Seit 2017 ist sie Mitglied der Achalm-Ritterschaft Reutlingen.